# Nabendynamo

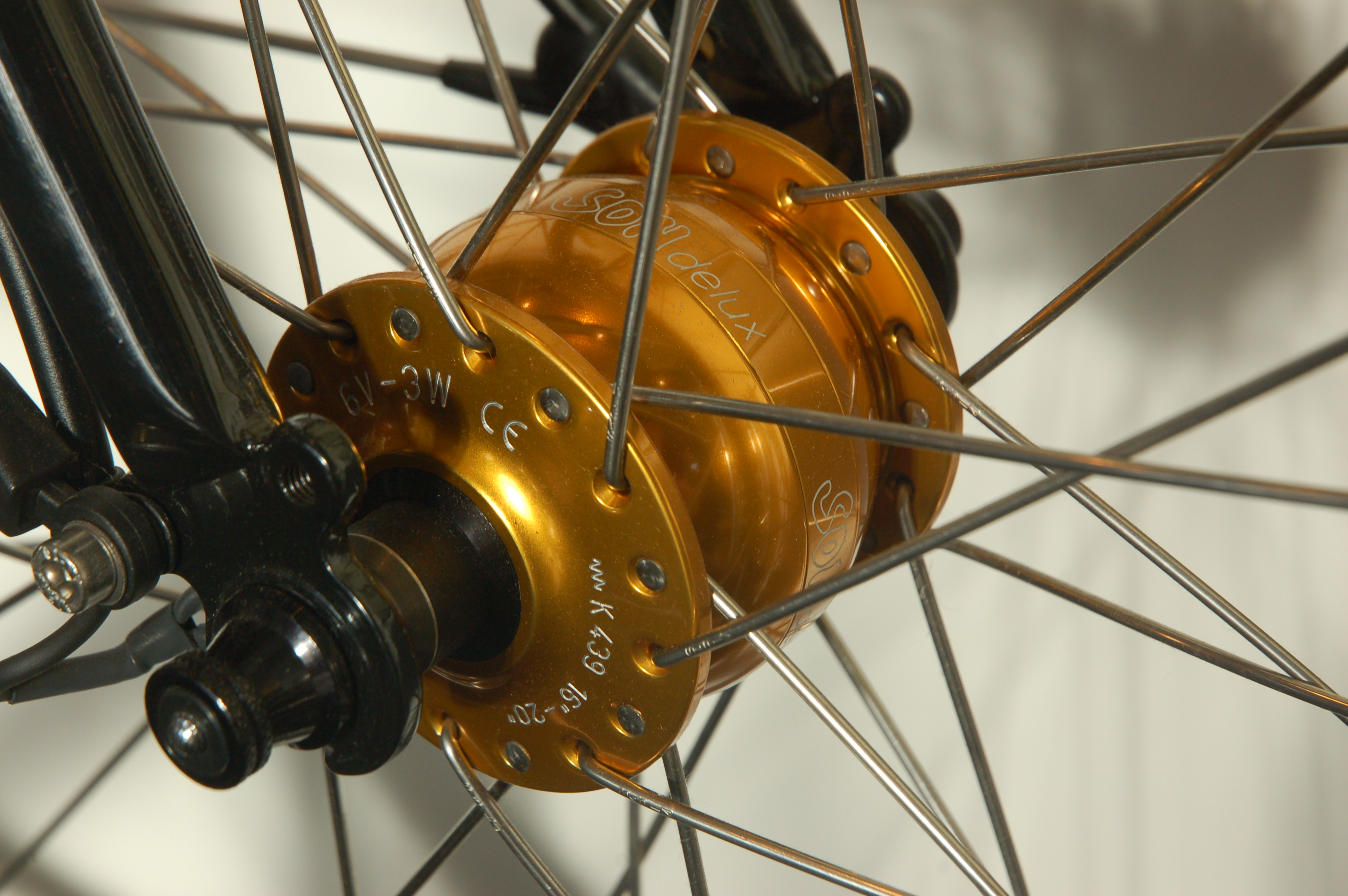
Nabendynamo

Der Nabendynamo ist eine Fahrradkomponente, die die Funktionen einer Vorderradnabe und eines Fahrraddynamos in einem Bauteil zusammenfasst.

## Geschichte und Entwicklung
Im Jahre 1913 hatte Alois Sanladerer aus Ortenburg ein Patent auf einen Nabendynamo in den USA angemeldet und 1914 erteilt bekommen.
Erstmals stellte die englische Firma Sturmey-Archer in den 1930er Jahren Nabendynamos her und vermarktete sie unter dem Namen Dynohub. Die Produktion in England wurde 1984 eingestellt.
Ab den 1990er-Jahren wurden Nabendynamos weiterentwickelt und gehören bei Trekking- und Stadträdern mittlerweile zum Standard. Bei Neurädern werden so gut wie keine Seitenläuferdynamos mehr verbaut. Seine Alltagstauglichkeit ist hoch, da er witterungsunabhängig funktioniert und verglichen mit den sonst üblichen Seitenläuferdynamos einen höheren Wirkungsgrad hat. Aus der Integration in die Nabe des vorderen Laufrades ergibt sich im Vergleich zu Seitenläuferdynamos allerdings, dass für den Austausch des Dynamos eine Werkstatt oder eine werkstattmäßige Ausstattung erforderlich ist, sollte trotz weitgehender Wartungsfreiheit ein Defekt auftreten.

## Hersteller und Bauformen
Nabendynamos werden von einer Reihe von Herstellern angeboten, z. B.
- SON („Schmidts Original Nabendynamo“) von Schmidt Maschinenbau
- Renak
- Shimano
- Shutter Precision
- SRAM (von Sanyo)
- Sturmey-Archer

## Bauweise
Nabendynamos sind permanenterregte Synchrongeneratoren, wobei der zylindrische Nabenmantel zwischen den Speichenflanschen gleichzeitig als Rotor auf seiner Innenseite den Rückschlussring und die Permanentmagnete trägt, während der innere, zusammen mit der Achse feststehende Teil die Wicklungen bzw. Spulen trägt, in denen der Strom induziert wird. Üblicherweise sind die Magnete fix mit dem Nabenmantel verbunden, d. h. sobald sich das Rad dreht, kommt es zu Magnetdurchgängen an den Statorspulen, auch wenn kein Licht benötigt wird. Ein- und ausgeschaltet wird die Beleuchtung über einen Schalter, der meist im Scheinwerfer integriert ist, oder über eine elektronische Steuerung, die bei Dunkelheit die Beleuchtung automatisch schaltet. Diese Dynamos haben die höchsten Wirkungsgrade im Betrieb, allerdings besitzen sie im ausgeschalteten Zustand aufgrund der auch im Leerlauf des Dynamos (das heißt ohne geschlossenen Beleuchtungsstromkreis) auftretenden Ummagnetisierungsverluste ein geringes Verlustmoment.
Neben dieser typischen Bauform existieren vereinzelt Nabendynamos, die bei Beleuchtungsbedarf über ein auskuppelbares Getriebe in der Nabe in Betrieb genommen werden und bei denen sich der Magnetrotor durch das Getriebe schneller dreht als das Rad. Damit gibt es keine Leerlaufverluste. Ein zusätzlicher elektrischer Schalter ist nicht erforderlich. Es sind durch die höhere Drehzahl des Generators kleinere Bauformen möglich, womit auch ein geringeres Gewicht gegenüber getriebelosen Nabendynamos einhergeht. Allerdings ist wegen des Getriebes der Wirkungsgrad nicht so hoch.
Bei einer weiteren Bauform ist der Rotor nicht mit Magnetanordnung in Zylindermantelform ausgestattet, sondern als Scheibenläufer ausgebildet. Hier existieren wiederum Varianten, bei denen die – nicht übersetzte – Magnetscheibe ausgekuppelt werden kann oder stetig mitläuft.

Es gibt Ladegeräte, die an den Dynamo angeschlossen werden können. Sie nutzen die elektrische Leistung des sowieso mitlaufenden Nabendynamos, um Akkus, Mobiltelefone und GPS-Geräte o. ä. wieder aufzuladen.

Innenleben eines defekten Nabendynamos. Das Kabel des Stators fehlt und durch eindringendes Wasser haben sich Roststellen gebildet.
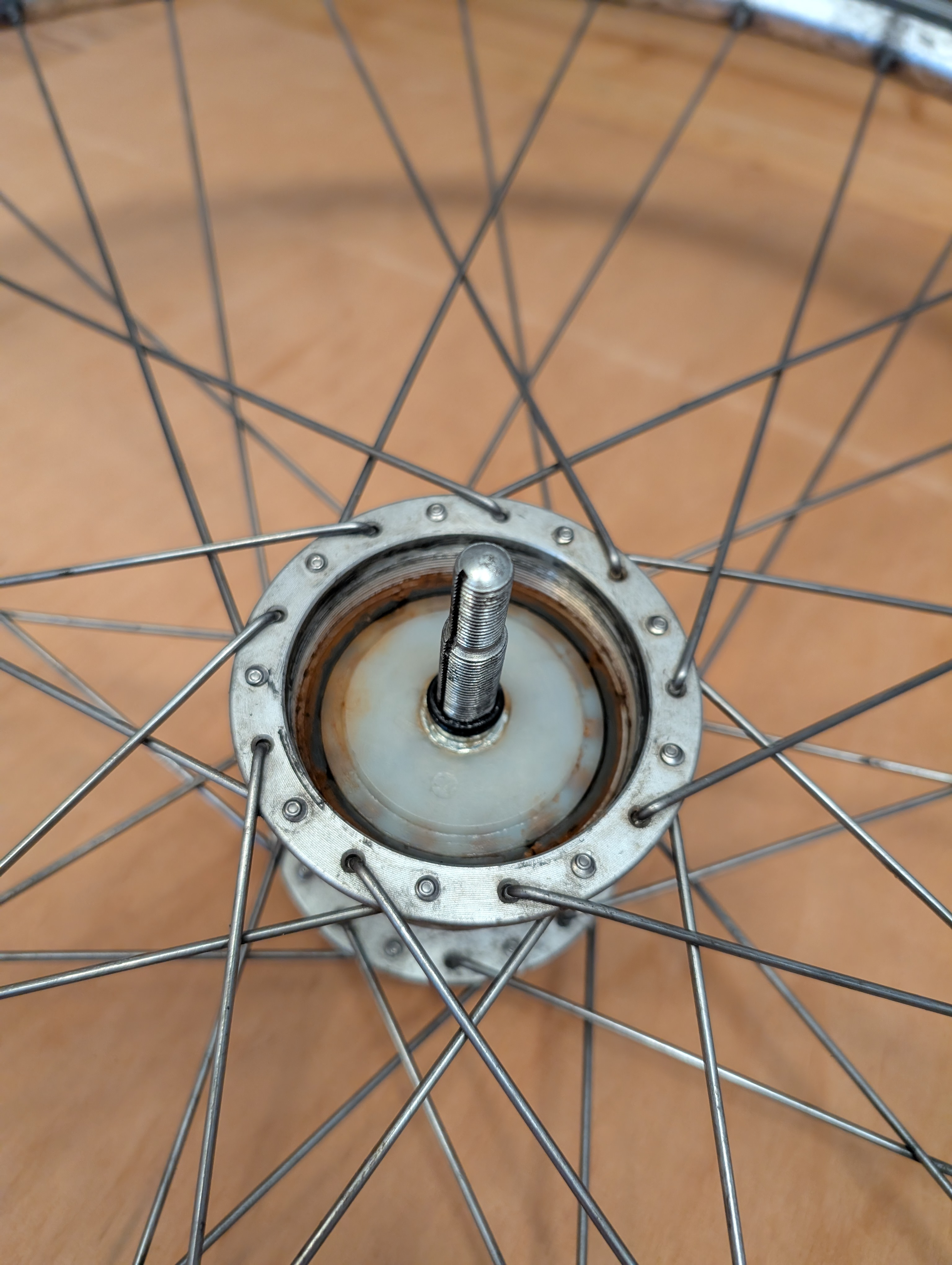
Stator im Gehäuse. Der Spalt zwischen beiden Komponenten ist kaum erkennbar.
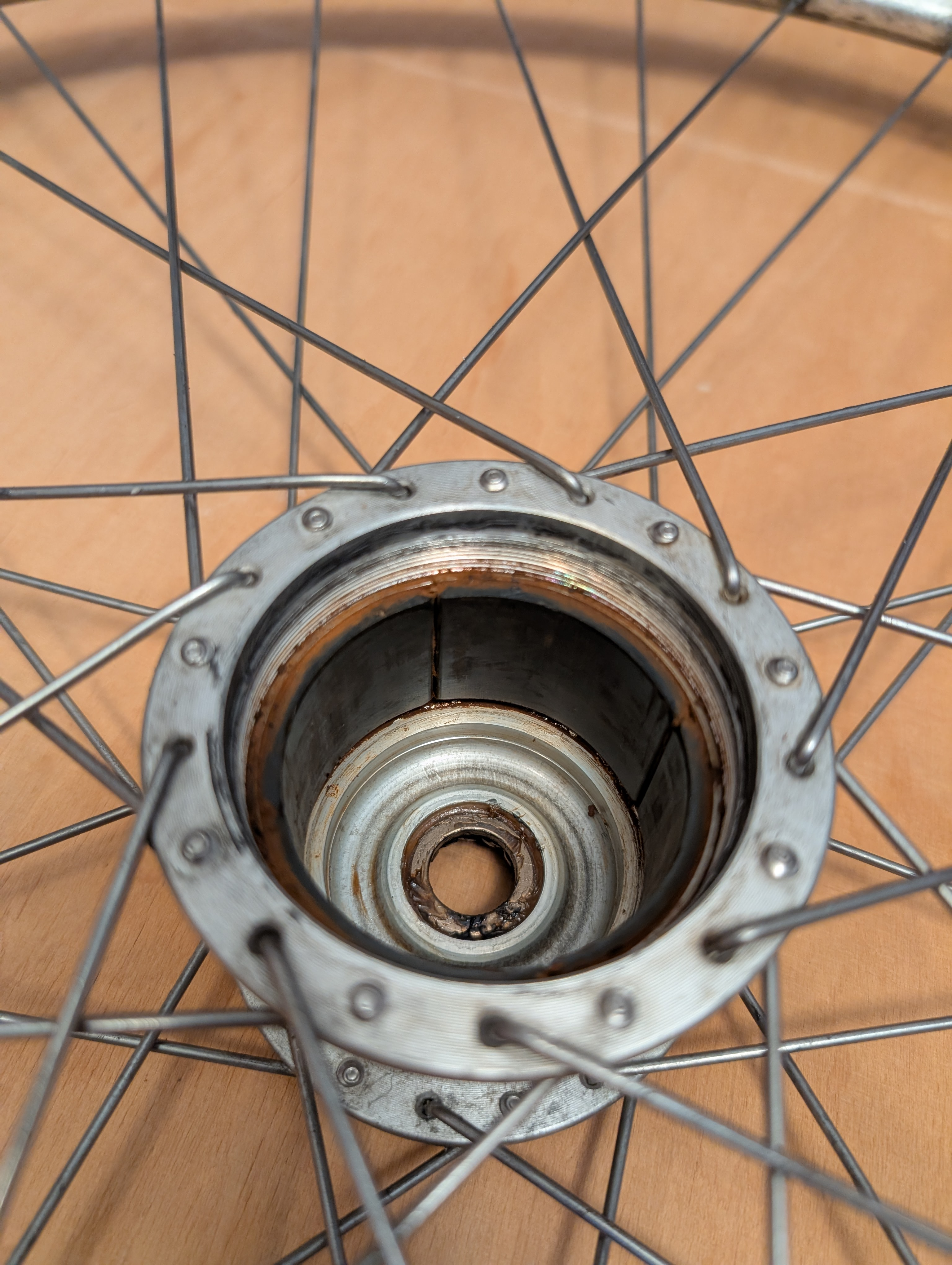
Permanentmagnete auf der Innenseite des Gehäuses
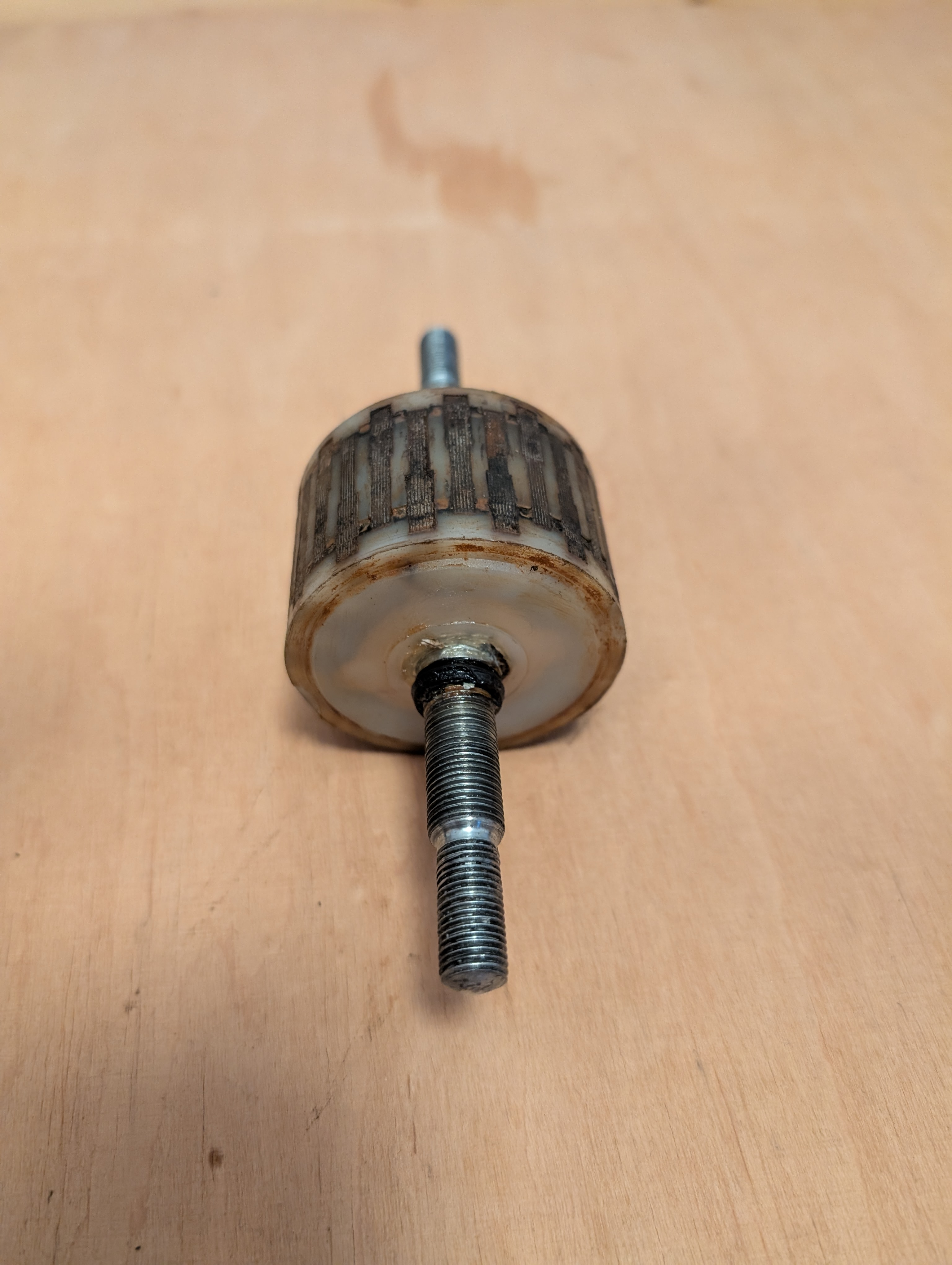
Stator, gut zu sehen sind die auf der Außenseite angebrachten Spulen.

### Varianten
Ohne oder mit Aufnahme für eine Bremsscheibe:
- ohne Aufnahme für eine Bremsscheibe (wenn vorn eine Felgenbremse ist)
- mit Aufnahme für eine Bremsscheibe
  - 6 Schraublöcher 44 mm Lochkreisdurchmesser (LK) (IS2000)
  - 6 Schraublöcher LK <44 mm[5]
  - 4 Schraublöcher
    - LK 44 mm
    - LK 40 mm

  - Verzahnung plus Verschlussring-Schraube (typisch System Center-Lock von Shimano, entwickelt für Ketten-Ritzelpaket)

Art des elektrischem Anschlusses:
- Doppel-Flachstecker an der Nabe oder Kabel mit Flachsteckhülsen 4,8 mm
- Koaxialstecker
- beiderseits stirnseitige Kontaktierung durch die mechanische Nabenmontage auf Kontakte auf den Innenseiten der Ausfallenden

Varianten der Speichenaufnahme:
- diverse Lochanzahlen – häufig 32, 36; auch 24, 28, 40, 48
- diverse Lochkreisdurchmesser ca. 60–74 mm
- diverse axiale Flanschabstände häufig 62 mm; 50–68 mm

Art der Kugellager:
- Konus, einstellbar
- tauschbar eingepresstes, gedichtetes Fertiglager

Eine StVZO-Zulassung haben manche Geräte nur für bestimmte Raddurchmesser (maximal 19…29 Zoll, 400…742 mm) und/oder zusammen mit bestimmten (LED-)Scheinwerfertypen. Alle Dynamos haben eine Nennspannung von 6 Volt (Wechselspannung) und eine Nennleistung von 1,5 bzw. 3 Watt.
Manche Geräte besitzen einen Überspannungsschutz, der bei geringer Last und hoher Drehzahl eine Überlastung der Lampen verhindern kann.
Die Polpaarzahl des Generators beträgt z. B. 16 – sie bestimmt die Flackerfrequenz des Lichtes, wie man sie bei geringer Fahrgeschwindigkeit beobachten kann.
Die Masse der Dynamo-Nabe ohne Bremsscheibe und ohne Schnellspanner beträgt etwa 309–750 g. Die Einbaubreite in der Vorderradgabel beträgt typisch 100 mm.
Die Aufnahme in den Rahmen erfolgt bei höherwertigen Rädern meist mit einem M5-Gewinde-Schnellspanner (Kipphebel oder Innensechskant) durch die Hohlachse, seit den 2020er Jahren sind auch Dynamos für verschiedene Steckachssysteme verfügbar. Bei City-Rädern und Einstiegsmodellen vorzugsweise mit Schraubbefestigung.

## Mechanische und elektrische Leistung
Nabendynamos ohne Getriebe sind gegenüber reinen Naben auch ohne die Abnahme elektrischer Leistung konstruktionsbedingt schwerläufiger. Beim Drehen der Achse im Nabendynamo oder des montierten Rads in der angehobenen Radgabel ist ein Rastmoment von Hand erfühlbar. Es rührt daher, dass die Form des Permanent-Magnetfeldes durch die Polschuhe des Stators leicht verformt wird. Verluste entstehen jedoch erst dadurch, dass im Eisenblechpaket des Stators Ummagnetisierungs- und Wirbelstromverluste entstehen.
Die Fahrradzeitschrift Bicycle Quarterly veröffentlichte im Jahr 2005 Tests zu sieben Dynamos hinsichtlich Effizienz und Rollwiderstandszunahme ohne Stromentnahme. Das beste Modell verursachte unter den bei gleicher Tretleistung getesteten Nabendynamos eine Verringerung der Geschwindigkeit von ca. 0,1 km/h (Leerlaufverlust, Licht aus) und ca. 1 km/h (Licht an, 11 % der Tretleistung) bei Fahrgeschwindigkeit 20 km/h (Tretleistung 50 Watt). Bei höheren Geschwindigkeiten oder an Steigungen sei die Differenz geringer. Das schlechteste Modell verursachte hohe mechanische Verluste, die nahezu unabhängig von der Stromentnahme waren. Sie wurden erst bei 50 km/h von einem mitgetesteten Seitendynamo unter Last übertroffen.
Die meisten (in Deutschland verwendeten) Fahrraddynamos erzeugen gemäß Straßenverkehrs-Zulassungs-Ordnung (StVZO) eine elektrische Leistung von bis zu 3 Watt bei einer Nennspannung von 6 Volt. Allerdings gibt es auch Nabendynamos mit einer Leistung von 2,4 W - Falträder zum Beispiel, um nur das Frontlicht zu betreiben. 